# Phyto lactineala
Phyto lactineala är en tvåvingeart som beskrevs av Thomas Pape 1997. Phyto lactineala ingår i släktet Phyto och familjen gråsuggeflugor. Inga underarter finns listade i Catalogue of Life.